# Großniederlande

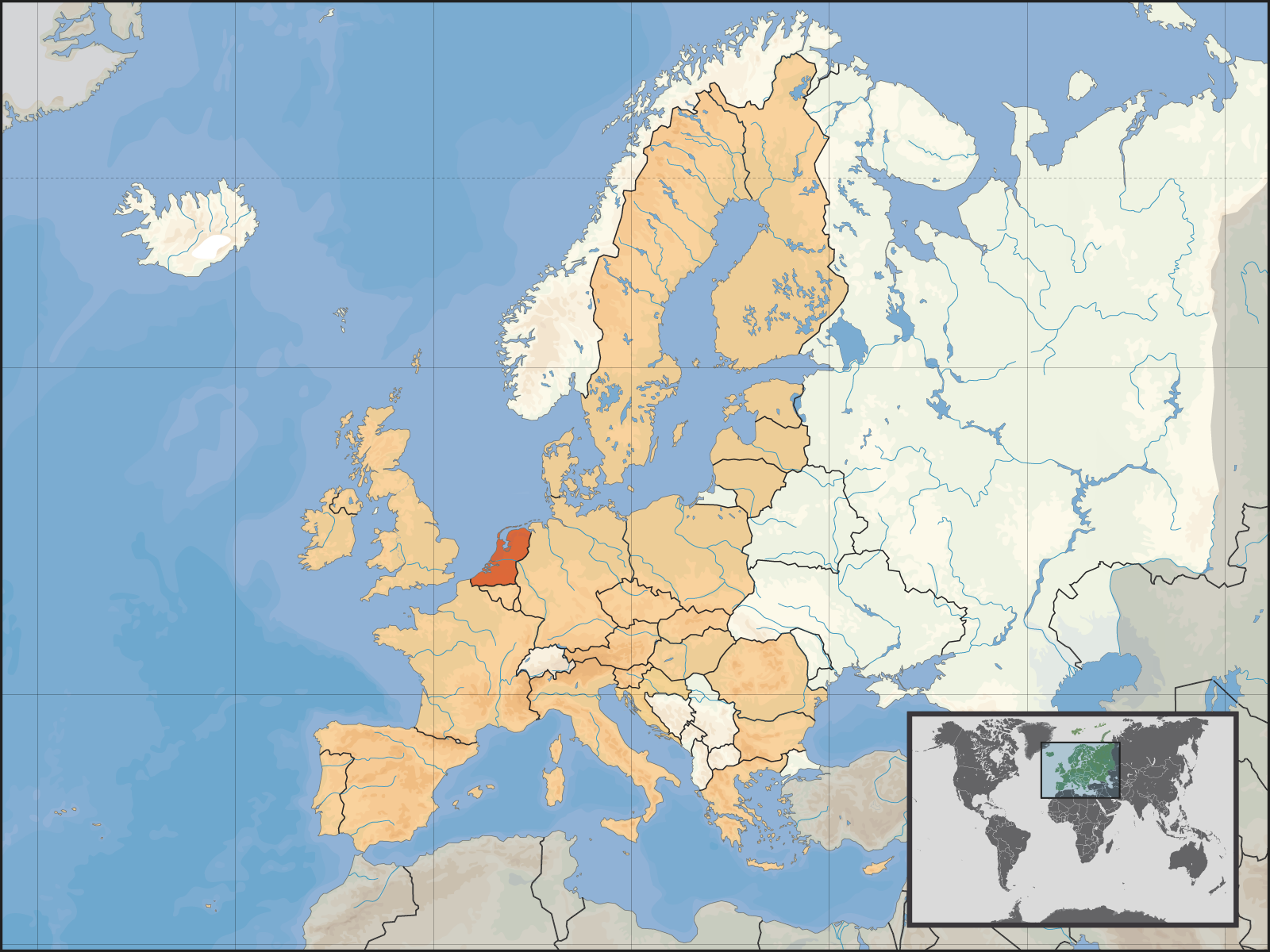
Interpretation der Großniederlande (dunkelorange)

Großniederlande (niederländisch: Groot-Nederland) ist ein irredentistisches Konzept, das die Niederlande, Flandern und in manchen Vorschlägen Brüssel vereint. Auch die Region Westhoek und sogar außereuropäische Gebiete wie Suriname oder Buren-dominierte Gebiete in Südafrika gelten in einigen Konzepten als mögliche Teile eines Staates oder Konföderation. Ein verwandter Vorschlag ist das pan-niederländische Konzept, das auch Wallonien und Luxemburg einschließt, um die Benelux-Staaten zu vereinigen. Das Konzept der Großniederlande wurde ursprünglich von Pieter Geyl entwickelt, der die Auffassung vertrat, dass sich der „niederländische Stamm“, der die Flamen und die Niederländer umfasst, erst durch den Achtzigjährigen Krieg gegen Spanien im 16. Jahrhundert getrennt wurde. Das potenzielle Land ist auch unter dem Namen Dietsland bekannt, in dem das Wort Diets – ein archaischer Begriff für (Mittel-)Niederländisch – enthalten ist. Diese Bezeichnung war bis zum Zweiten Weltkrieg populär, aber ihre Assoziationen mit Kollaboration mit dem NS-Staat (vor allem in Flandern) haben dazu geführt, dass moderne Befürworter diese Bezeichnung im Allgemeinen vermeiden. Die dahinterstehende Ideologie wird oft als Großniederländismus (Groot-Nederlandisme) bezeichnet. Dietse Beweging (Niederländische Bewegung) ist ein weiterer Begriff, der häufig für die Bewegung verwendet wird, während sie in der Literatur oft als Grootnederlandse Gedachte (Großniederländischer Gedanke) bezeichnet wird.
Die großniederländische Bewegung entstand Ende des 19. Jahrhunderts. In Belgien wehrten sich einige niederländischsprachige Bürger gegen die privilegierte Stellung des französischsprachigen Bürgertums und die entsprechende Unterordnung der niederländischsprachigen Bevölkerung in der Regierung und im öffentlichen Leben, was zur Bildung einer Bewegung führte, die für die Rechte der flämischen Bevölkerung in Belgien kämpfte (siehe Flämische Bewegung und Flämischer Nationalismus) und in der einige die Vereinigung von Flandern und den Niederlanden forderten. Im Jahr 1895 gründeten Nationalisten aus Belgisch-Flandern und den Niederlanden den Algemeen-Nederlands Verbond (ANV), der die Zusammenarbeit zwischen der flämischen Region und den Niederlanden fördern sollte. Der Erste Weltkrieg verschärfte den Konflikt zwischen Niederländern und Franzosen in Belgien weiter. So wurde die Flamenpolitik der Deutschen, die eine administrative Trennung der niederländischen und französischsprachigen Gebiete Belgiens vorsah, von der flämischen Bewegung beeinflusst, die sie für sich nutzen wollte.
Während des Zweiten Weltkriegs waren sowohl Belgien als auch die Niederlande vom NS-Staat besetzt. In nationalistischen Kreisen glaubte man, dass ein großniederländischer Staat durch die Zusammenarbeit mit den deutschen Besatzern geschaffen werden könnte. Die deutschen Nationalsozialisten hielten jedoch nichts von dieser Idee und strebten entweder einen pangermanischen Zusammenschluss der Niederländer mit Deutschland oder eine neue Ordnung an, in der sowohl Belgien als auch die Niederlande als de jure unabhängige deutsche Satellitenstaaten weiterbestehen sollten. Obwohl Pieter Geyl stark antinazistisch eingestellt war und aus historischer und kultureller Perspektive argumentierte, bauten faschistische und nationalsozialistische Bewegungen während des Zweiten Weltkriegs auf der Idee der Großniederlande auf, wobei sie sich auf einen ethnischen Nationalismus konzentrierten, der bei einigen Vertretern der politischen Rechten immer noch eine wichtige Rolle spielt. Am 12. Mai 2008 erklärte der niederländische Politiker Geert Wilders (PVV) in De Telegraaf, er sei an der Möglichkeit einer Vereinigung der Niederlande und Flanderns interessiert. Wilders schlug vor, dass in den Niederlanden und in Flandern gemäß früheren Umfragen Volksabstimmungen über den Zusammenschluss durchgeführt werden sollten.
Eine Umfrage im Jahr 2007 zeigte, dass zwei Drittel der niederländischen Bevölkerung einen Zusammenschluss mit Flandern begrüßen würden, auch wenn das Thema in der politischen Debatte in der Nachkriegszeit an Bedeutung verloren hat. Eine weitere vom Fernsehsender RTL4 veröffentlichte Umfrage ergab, dass 77 % der in den Niederlanden lebenden Befragten eine größere Niederlande unterstützen würden. In Flandern dagegen wird der Vorschlag einer Staatenunion zwischen Flandern und den Niederlanden häufig von dem flämischen Separatismus übertönt. In einigen Fällen kamen aber auch hier Diskussionen über einen Zusammenschluss auf. So sprach sich der Politiker Bart De Wever von der Nieuw-Vlaamse Alliantie 2021 für eine Union zwischen Flandern und den Niederlanden aus.